# Astrid Whettnall
Astrid Whettnall (17 maart 1971) is een Belgisch actrice en scenarioschrijfster.

## Biografie
Astrid Whettnall werd in 1971 geboren en volgde opleidingen in de Kleine Academie in Brussel en de Cours Raymond Girard in Parijs. Na haar studies sloot Whettnall zich aan bij de theatergroep van Levallois-Perret om later ook te beginnen acteren in films. Vanaf begin jaren 2010 begon ze bekendheid te verwerven als actrice in enkele Belgische films, Le monde nous appartient en Fils unique waarna ze in 2012 de hoofdrol kreeg in Au nom du fils. Voor haar rol van Elisabeth in deze film werd ze in 2014 genomineerd voor de Magritte voor beste actrice. Voor haar hoofdrol in de Frans-Belgische film Road to Istanbul werd ze in 2017 bekroond met de Magritte voor beste actrice. In 2020 speelde ze de rol van Gabrielle in de Netflix-serie Into the Night.

## Filmografie

### Films
- 2005: Bunker Paradise van Stéphane Liberski
- 2008: Get Born van Nicole Palo
- 2010: Douche froide van Benoît Mariage
- 2010: Vampires van Vincent Lannoo
- 2011: Fils unique van Miel Van Hoogenbemt - Jade
- 2012: Il était une fois, une fois van Christian Merret-Palmair
- 2012: La Vie d'une autre van Sylvie Testud - Maître Simono
- 2012: Le Garçon impatient van Bernard Garant - Rosy
- 2012: Au nom du fils van Vincent Lannoo - Elisabeth
- 2012: Le Capital van Costa-Gavras - Marilyne Gauthier
- 2012: Le monde nous appartient van Stephan Streker - anonieme speelster
- 2012: Little Glory van Vincent Lannoo - Monica
- 2013: Graziella van Medhi Charef
- 2013: La Confrérie des larmes van Jean-Baptiste Andrea
- 2013: Moroccan Gigolos van Ismaël Saidi - Geneviève
- 2013: Tous les chats sont gris van Savina Dellicour
- 2014: Les Rayures du zèbre van Benoit Mariage - ex-vrouw van José
- 2014: Salaud, on t'aime van Claude Lelouch - Astrid
- 2014: Yves Saint Laurent van Jalil Lespert - Yvonne De Peyerimhoff
- 2014: Être van Fara Sene
- 2015 : Johnny Walker van Kris De Meester : Sharon
- 2015: Marguerite van Xavier Giannoli : Françoise Bellaire
- 2016 : Road to Istanbul van Rachid Bouchareb
- 2017 : Nos patriotes van Gabriel Le Bomin

### Korte films
- 2005: Ysé van Lionel Jadot - Ysé
- 2006: Sisters van Lionel Jadot
- 2008: Have a Nice Day Honey van Lionel Jadot
- 2008: Joe van Rachel Lang en Celia Dessardo
- 2010: L'Heure bleue van Michaël Bier en Alice De Vestele - La femme de soins
- 2010: Conduite intérieure van Lionel Jadot - Sylvie
- 2011: L'Attrape-rêves van Léo Médard
- 2012: Maman van Paul-Emile Baudour
- 2014: Le Zombie au vélo van Christophe Bourdon
- 2014: Javotte van Sarah Hirtt

### Televisie
- 2005: Le Célibataire
- 2008: Facteur chance (tv-film) - Maîtresse van Marc
- 2010: En chantier, monsieur Tanner (tv-film)
- 2011: Valparaiso (tv-film) - Présidente Commission d'enquete
- 2011: Interpol (televisieserie) - Catherine Jansen
- 2012: La Solitude du pouvoir (tv-film) - Ariane
- 2012: À tort ou à raison (televisieserie, 6 afleveringen ) - Johanna Aubert
- 2012: Boulevard du palais (tv-film)
- 2013: Le Silence des églises (tv-film) - Sophie Goffin
- 2013: Les Déferlantes (tv-film)
- 2014: The Missing (televisieserie)
- 2014: Crossing Lines (televisieserie) - Madame Blanc
- 2016-2018: Baron noir (televisieserie)

### Theater
- 2002: Marie Dorval van Michel Mourlet
- 2003: Inventaire van Philippe Minyana
- 2003: Feminin Zoo Concept
- 2006: Welcome à Duglato van Max Naldini
- 2007: Alice au pays des merveilles
- 2007: Souffle couple qui s'accouple van Pierre Albert Birot
- 2007: Chant d'urnes van Pascale de Visscher

## Prijzen en nominaties
De belangrijkste:
| Jaar | Prijs              | Categorie     | Film             | Uitslag     |
| ---- | ------------------ | ------------- | ---------------- | ----------- |
| 2017 | Magritte du cinéma | Beste actrice | Road to Istanbul | Gewonnen    |
| 2014 | Magritte du cinéma | Beste actrice | Au nom du fils   | Genomineerd |